# Lavagna

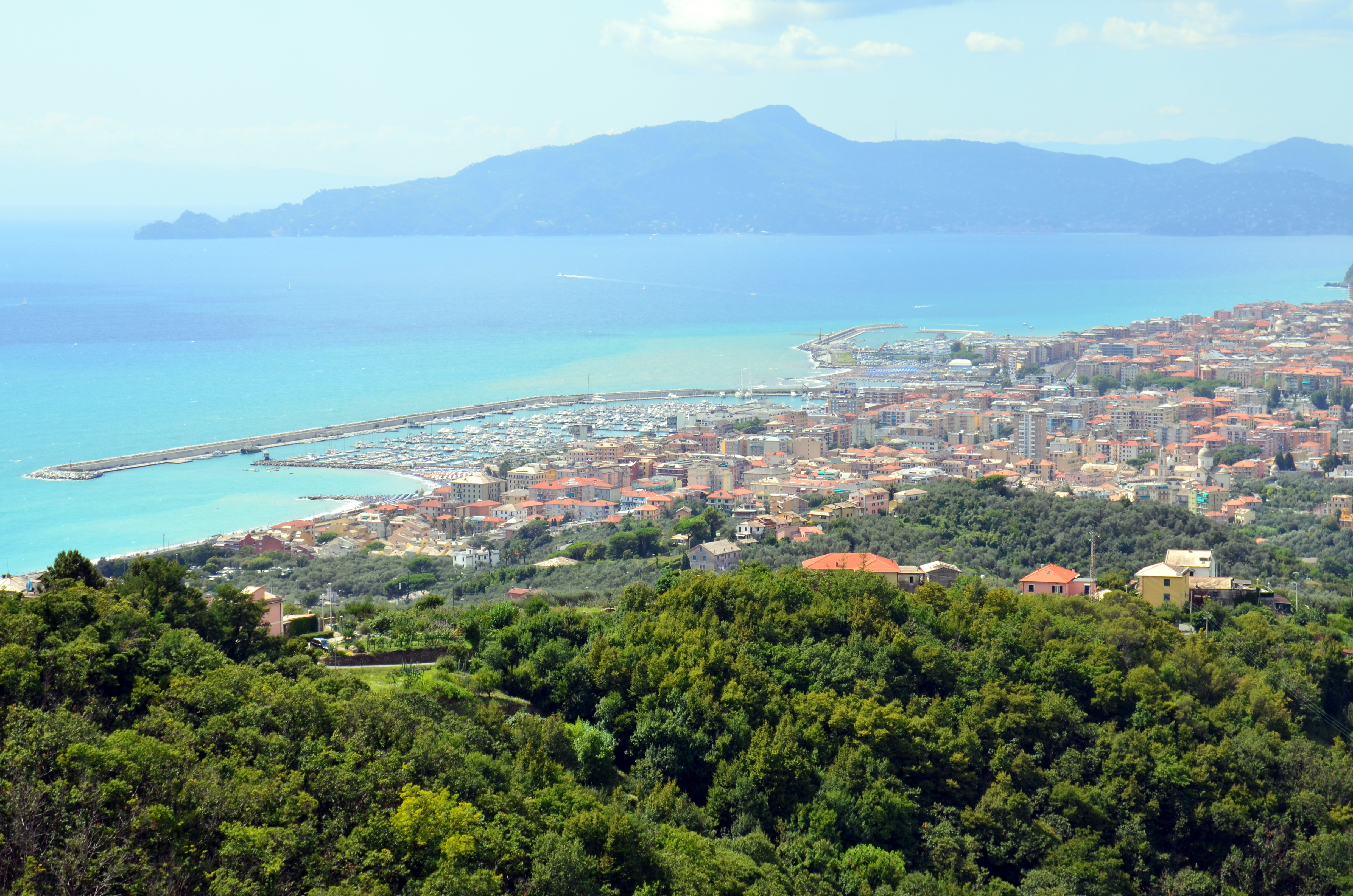
Lavagna

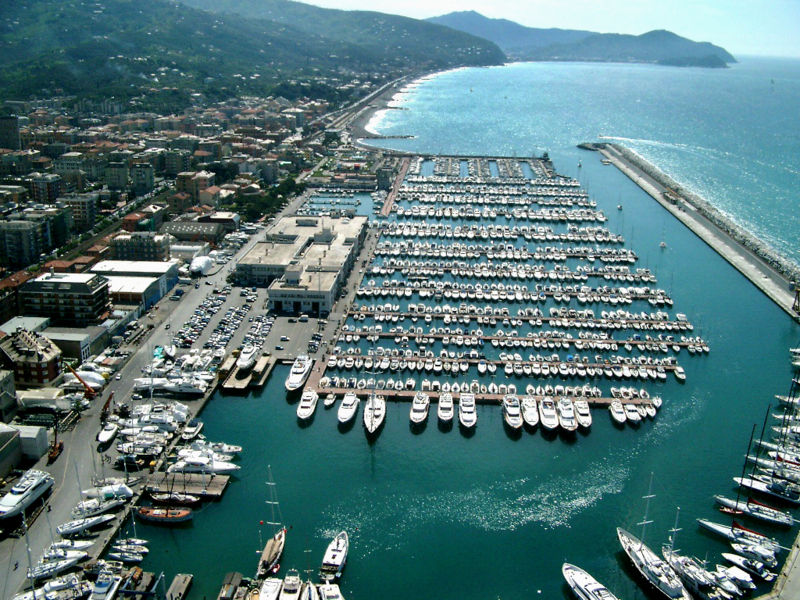
Der Hafen von Lavagna

Lavagna (ligurisch Lavàgna) ist eine Stadt mit 12.342 Einwohnern (Stand 31. Dezember 2023) in der Metropolitanstadt Genua.

## Geographie
Die ligurische Stadt liegt an der Küste der Riviera di Levante. Geographisch wird Lavagna durch den Fluss Entella von der nahegelegenen Gemeinde Chiavari getrennt, der zwischen den beiden Städten ins Meer mündet. Im Süden grenzt Lavagna an Sestri Levante.
2007 wurde der Stadt die Bandiera Blu (die Blaue Flagge), für die besonders gute Qualität ihrer Strände und dem hohen Standard der Badewasserqualität, verliehen.
Die Gemeinde ist ein Teil der geographischen Zone Tigullien.

## Klima
Die Gemeinde Lavagna wird unter Klimakategorie D klassifiziert, da die Gradtagzahl einen Wert von 1552 besitzt. Das heißt, die in Italien gesetzlich geregelte Heizperiode liegt zwischen dem 1. November und dem 15. April für jeweils 12 Stunden pro Tag.

## Geschichte
Die Ortschaft hatte sich, wie viele ligurische Dörfer, zu Zeiten des Römischen Imperiums unter dem Namen Lavania gebildet. Dieser Name blieb mehrere Jahrhunderte unverändert, bis er sich schließlich in Lavagna transformierte.
Lavagna, welches nach lokalen Quellen eine Grafschaft der Karolinger war, ist bis 1198 die Hochburg der feudalen Familie Fieschi gewesen, was immer wieder zu Auseinandersetzungen mit der Republik Genua geführt hat. Von dieser Ortschaft ausgehend schufen die Fieschi, mittels ihrer geographischen und politischen Hoheitsrechte, ein eigenes Reich in Ligurien. Während des Mittelalters kam es vermehrt zu politischen Streitigkeiten um die Domäne im Levante und als stärkste Widersacher der Fieschi stellte sich bald die genuesische Familie Doria heraus. Als das Dorf im 12. Jahrhundert eine autonome Gemeinde wurde, behielten die Fieschi jedoch die administrative und politische Macht in ihren Händen.
1564 wurde die Kleinstadt von dem türkischen Piraten Dragut angegriffen und geplündert, wie schon die umliegenden Gemeinden zuvor von den Sarazenen geplündert worden waren. 1815 wurde die Gemeinde dem Königreich Sardinien unterstellt, wie es auf der Wiener Kongress von 1814 beschlossen worden war. Im Jahr 1861 wurde Lavagna schließlich dem vereinigten Königreich Italien einverleibt.

## Wirtschaft
Die Wirtschaft der Gemeinde basiert auf dem Tourismus, mit Schwerpunkt auf dem Strandurlaub. Der Küstenortsteil Cavi di Lavagna verzeichnet einen hohen Zustrom (auch aus den umliegenden Gemeinden) an Badeurlaubern, die zum einen wegen des großen Angebots an (kostenpflichtigen) Strandanlagen und zum anderen wegen der ausgezeichneten Qualität der Strände anreisen.

## Sehenswürdigkeiten
Bedeutsame Bauwerke der Stadt sind die Kirchen Santo Stefano (1668), Santa Giulia (1654) und Nostra Signora del Ponte (13. Jahrhundert) mit der nahegelegenen Brücke.

## Persönlichkeiten
- Giulio Sanguineti (* 1932), römisch-katholischer Bischof, wurde in Lavagna geboren
- Alberto Razzetti (* 1999), Schwimmer